# Hyperchirioides nilotica
Hyperchirioides nilotica är en fjärilsart som beskrevs av Jordan 1922. Hyperchirioides nilotica ingår i släktet Hyperchirioides och familjen påfågelsspinnare. Inga underarter finns listade i Catalogue of Life.